# چیندو اده
چیندو اده (انگلیسی: Chinedu Ede؛ زادهٔ ۵ فوریهٔ ۱۹۸۷) بازیکن فوتبال اهل آلمان است.
از باشگاه‌هایی که در آن بازی کرده‌است می‌توان به باشگاه فوتبال کایزرسلاوترن، باشگاه فوتبال ماینتس ۰۵، باشگاه فوتبال یونیون برلین، باشگاه فوتبال آنورتوسیس فاماگوستا، باشگاه فوتبال هرتابرلین، باشگاه فوتبال دویسبورگ، و باشگاه فوتبال توئنته اشاره کرد.
وی همچنین در تیم‌های ملی فوتبال جوانان آلمان، و جوانان آلمان، و جوانان آلمان، و جوانان آلمان، و زیر ۲۱ سال آلمان بازی کرده‌است.